# 科捷利尼科沃 (拜特列克區)
科捷利尼科沃是哈薩克斯坦的城鎮，位於該國西部西哈薩克斯坦州，由拜特列克區負責管轄，面積約為4平方公里，距離佩列苗特諾耶50公里，2009年人口232。